# 酸化イリジウム(IV)
酸化イリジウム(IV)(Iridium(IV) oxide)は、イリジウムの酸化物のうち、唯一、性質が良く測定されたものである。青黒色の固体である。金紅石型の構造であり、6配位のイリジウムと3配位の酸素を持つ。
発見者の記載によると、緑色の塩化イリジウム(III)を高温で酸素で処理することで形成される。
2 IrCl3  +  2 O2   →   2 IrO2  +  3 Cl2
水和物型も知られている。

## 利用
産業的な電気分解や電気生理学研究のための微小電極等のためのアノードに用いられる。
被覆電極を作るのに用いられる。